# Asociación Deportiva Paraíso Pumas
Asociación Deportiva Paraíso Pumas Fútbol Club o más conocido como Paraíso Pumas, es un club de fútbol costarricense de la ciudad de Paraíso en la provincia de Cartago. Actualmente participa en el sector 5 en la Tercera División.

## Jugadores

### Plantilla 2013 - 2014
- = Lesionado de larga duración
- = Capitán